# Championnat de France de rugby à XV 1973-1974
Navigation
Édition précédente Édition suivante
Les 64 clubs sont répartis à parts égales entre deux groupes : le groupe A, regroupant les 32 meilleurs de la saison précédente, et le groupe B, regroupant les 32 suivants. 
L'élite (groupe A) et le groupe B sont constitués, chacun, de quatre groupes de huit clubs.
 À l'issue de la phase qualificative, les clubs classés aux six premières places de chaque poule du groupe A ainsi que les clubs classés aux deux premières places de chaque poule du groupe B sont qualifiés pour les 1/16e de finale. L'épreuve se poursuit ensuite par élimination sur un match à chaque tour.
L' AS Béziers  remporte le championnat de France de rugby à XV de première division 1973-1974 après avoir battu le RC Narbonne en finale.
Alors que le RC Narbonne était bien parti pour remporter le bouclier de Brennus grâce à ses deux essais, un drop de Henri Cabrol réussi dans les dernières secondes du match prive Walter Spanghero et ses coéquipiers du titre de champion de France. Pour le grand Walter c'était la dernière occasion de remporter le titre qui s'envolait. Jo Maso, une autre figure du rugby français, ne sera pas non plus champion de France.
L'AS Béziers gagne le 3e des six titres qu'elle a remporté pendant les années 1970, alors que le RC Narbonne devra attendre 1979 pour remporter son deuxième bouclier de Brennus.
À noter que c'est la première finale du championnat de France de rugby qui se dispute au nouveau parc des Princes.

## Phase de qualification du groupe A
Les clubs classés aux six premières places de chaque poule du groupe A (24 clubs sur 32) sont qualifiés pour les 1/16e de finale. 

Les équipes sont listées dans leur ordre de classement à l'issue de la phase qualificative. Le nom des équipes du groupe A qualifiées pour les 16e de finale est en gras.
| - SU Agen - Stadoceste tarbais - Stade toulousain - Aviron bayonnais - ES Avignon Saint-Saturnin - Saint-Girons SC - Stade aurillacois - Stade dijonnais | - RC Narbonne - AS Montferrand - US Dax - Biarritz olympique - RC Vichy - FC Lourdes - SC Graulhet - Boucau stade                         |
| - AS Béziers - Stade rochelais - La Voulte sportif - Section paloise - RC Toulon - CA Bègles - Valence sportif - Castres olympique                       | - CA Brive - Stade bagnérais - Stade lavelanétien - US bressane - Racing club de France - USA Perpignan - Stade beaumontois - FC Grenoble |

## Phase de qualification du groupe B
Les clubs classés aux deux premières places de chaque poule du groupe B (8 clubs sur 32) sont qualifiés pour les 1/16e de finale. Les clubs non-qualifiés disputent la Coupe Adolphe Jauréguy.
| - RRC Nice - SC Tulle - Marmande - Gaillac - Bourgoin - FC Saint Claude - Mimizan - Sorgues                                             | - SC Albi - Stade montois - Auch - SC Angoulême - SO Chambéry - US Bergerac - US Carmaux - US Romans               |
| - SA Mérignac - Saint-Jean-de-Luz OR - CA Villeneuve-sur-Lot - Peyrehorade - SA Condom - Tyrosse - US Fumel Libos - US Quillan Espéraza | - US Montauban - Stade montchaninois - Le Creusot - Lyon OU - Périgueux - RC Chalon - SA Mauléon - Stade bordelais |

## Seizièmes de finale
Les équipes dont le nom est en caractères gras sont qualifiées pour les huitièmes de finale. 
| Équipe 1              | Équipe 2                  | Résultat |
| --------------------- | ------------------------- | -------- |
| AS Béziers            | US bressane               | 9-3      |
| Stade montchaninois   | Stade lavelanétien        | 0-8      |
| RRC Nice              | ES Avignon Saint-Saturnin | 22-3     |
| Stade rochelais       | La Voulte sportif         | 9-3      |
| CA Brive              | Saint-Girons SC           | 32-3     |
| SC Albi               | Stade toulousain          | 12-10    |
| Racing club de France | Stade montois             | 27-11    |
| USA Perpignan         | AS Montferrand            | 17-6     |
| RC Narbonne           | FC Lourdes                | 9-6      |
| Biarritz olympique    | SC Tulle                  | 14-10    |
| US Montauban          | RC Toulon                 | 9-14     |
| Stadoceste tarbais    | Aviron bayonnais          | 16-7     |
| SU Agen               | CA Bègles                 | 24-9     |
| Section paloise       | SA Mérignac               | 18-15    |
| Saint-Jean-de-Luz OR  | US Dax                    | 3-15     |
| Stade bagnérais       | RC Vichy                  | 10-18    |

## Huitièmes de finale
Les équipes dont le nom est en caractères gras sont qualifiées pour les quarts de finale. 
| Équipe 1              | Équipe 2           | Résultat |
| --------------------- | ------------------ | -------- |
| AS Béziers            | Stade lavelanétien | 15-6     |
| RRC Nice              | Stade rochelais    | 22-12    |
| CA Brive              | SC Albi            | 41-0     |
| Racing club de France | USA Perpignan      | 6-10     |
| RC Narbonne           | Biarritz olympique | 28-8     |
| RC Toulon             | Stadoceste tarbais | 12-16    |
| SU Agen               | Section paloise    | 21-24    |
| US Dax                | RC Vichy           | 16-6     |

## Quarts de finale
Les équipes dont le nom est en caractères gras sont qualifiées pour les demi-finales.
| Équipe 1        | Équipe 2           | Résultat |
| --------------- | ------------------ | -------- |
| AS Béziers      | RRC Nice           | 6-0      |
| CA Brive        | USA Perpignan      | 25-15    |
| RC Narbonne     | Stadoceste tarbais | 16-9     |
| Section paloise | US Dax             | 13-8     |

## Demi-finales
| Équipe 1    | Équipe 2        | Résultat |
| ----------- | --------------- | -------- |
| AS Béziers  | CA Brive        | 19-10    |
| RC Narbonne | Section paloise | 15-9     |

## Finale
| Équipes        | AS Béziers - RC Narbonne |
| Score          | 16-14 |
| Date           | 12 mai 1974 |
| Stade          | Parc des Princes |
| Arbitre        | Francis Palmade |
| Les équipes    | |
| AS Béziers     | Armand Vaquerin, Alain Paco, Jean-Louis Martin, Georges Senal, Michel Palmié, Olivier Saïsset, Yvan Buonomo, Alain Estève, Richard Astre , Henri Cabrol, Jack Cantoni, Paul Cieply, Daniel Cosentino, Joseph Navarro, Jean-Pierre Pesteil                      |
| RC Narbonne    | Jean-Pierre Hortoland, Pierre Salettes, Raymond Canaguier, Claude Spanghero , Jean-Marie Spanghero, Alain Montlaur, André Belzons, Walter Spanghero, Gérard Sutra, Jo Maso, Daniel Dumas, François Sangalli, Gérard Viard, Henri Ferrero, Jean-Michel Benacloï |
| Points marqués | |
| AS Béziers     | 1 essai de Navarro, 1 pénalité de Cabrol, 3 drops de Astre (2) et Cabrol (1) |
| RC Narbonne    | 2 essais de Belzons et Sangalli, 2 pénalités de Bénacloï |

## Statistiques
Les statistiques incluent la phase finale.

### Meilleurs réalisateurs
Jean-Pierre Puidebois est le meilleur réalisateur de la saison avec 237 points inscrits, établissant un nouveau record dans la compétition.
| Rang | Joueur                | Club                        | Points |
| ---- | --------------------- | --------------------------- | ------ |
| 1    | Jean-Pierre Puidebois | CA Brive                    | 237    |
| 2    | Martin                | Saint-Jean-de-Luz olympique | 130    |
| 3    | Claude Lacaze         | RRC Nice                    | 128    |
| 4    | Michel Ollé           | Section paloise             | 127    |
| 5    | Jean-Michel Benacloï  | RC Narbonne                 | 126    |

### Meilleurs marqueurs
Jean-Pierre Puidebois est le meilleur marqueur avec 25 essais marqués.
| Rang | Joueur                | Club               | Essais |
| ---- | --------------------- | ------------------ | ------ |
| 1    | Jean-Pierre Puidebois | CA Brive           | 25     |
| 2    | André Dubertrand      | AS Montferrand     | 12     |
| 3    | Daniel Herrero        | RRC Nice           | 11     |
| 4    | Maurice Dupey         | FC Auch            | 10     |
| -    | Bernard Giabbiconi    | RRC Nice           | 10     |
| -    | Jean-Louis Montagné   | Stadoceste tarbais | 10     |
| 7    | Claude Fontana        | USA Perpignan      | 9      |
| -    | Jacques Lacroix       | SU Agen            | 9      |
| -    | Dominique Vacher      | US Marmande        | 9      |
| 10   | Bellocq               | Biarritz olympique | 8      |
| -    | Jean-Pierre Lux       | US Dax             | 8      |
| -    | Joël Pécune           | Stadoceste tarbais | 8      |
| -    | Roland Puig           | RC Narbonne        | 8      |
| -    | René Séguier          | AS Béziers         | 8      |
| -    | Gérard Sutra          | RC Narbonne        | 8      |
| -    | Gérard Viard          | RC Narbonne        | 8      |